# Chetogena alpestris
Chetogena alpestris là một loài ruồi trong họ Tachinidae.